# Aleksandr Spirkin
Aleksander Spirkin (ros. Александр Георгиевич Спиркин: Aleksander Georgijewicz Spirkin; ur. 24 grudnia 1918 w obwodzie saratowskim, zm. 28 czerwca 2004) – radziecki i rosyjski filozof oraz psycholog.

## Życiorys
W 1941 roku ukończył Instytut defektologii w Moskwie. W roku 1948 obronił pracę kandydacką o G. Plechanowie. Stopień doktora nauk filozoficznych uzyskał w 1959 roku za rozprawę o pochodzeniu świadomości. Od 1946 roku wykładał filozofię i psychologię w uczelniach Moskiewskich. Został profesorem w 1970 roku. W latach 1971–1975 był wiceprezydentem Towarzystwa Filozoficznego ZSRR. 26 listopada 1974 roku Aleksander Spirkin został przyjęty w poczet członków Akademii Nauk ZSRR. Na współzawodnictwie podręczników dla uczelni w 1988 roku pierwszą nagrodę przyznano podręcznikowi profesora Spirkina Zasady filozofii.

## Prace

### Księgi
- Учение И.П.Павлова о сигнальных системах. M.: 1949. (ros.). Brak numerów stron w książce
- Мышление и язык. M.: 1958. (ros.). Brak numerów stron w książce
- Происхождение сознания. M.: 1960. (ros.). Brak numerów stron w książce
- Сознание и самосознание. M.: 1972. (ros.). Brak numerów stron w książce

### Artykuły
- Формирование абстрактного мышления на ранних ступенях развития человека. „Вопр. философии”. 4, 1954. (ros.).brak numeru strony
- Абстрагирование. „Вопр. философии”. 1, 1960. (ros.).brak numeru strony
- Происхождение категории пространства. „Вопросы философии”. 3, 1964. (ros.).brak numeru strony
- О соотношении понятия и слова. „Вопр. философии”. 6, 1965. (ros.).brak numeru strony
- Спиркин А.С.: Человек. W: Большая медицинская энциклопедия. T. 28. 1975. (ros.). Brak numerów stron w książce
- О некоторых философских проблемах кибернетики. W: А.Г. Спиркин: Проблемы кибернетики на службе общественных наук. M.: 1964. (ros.). Brak numerów stron w książce
- Спиркин А.Г.: Человек, культура, традиции. W: Традиция в истории культуры. M.: 1978. (ros.). Brak numerów stron w książce
- Aleksander Spirkin napisał także parę haseł (m.in. „Intuicja”, „Samoświadomość”) dla słownika encyklopedycznego z filozofii.

### Podręczniki dla wyższych uczelni
- Курс марксистской философии. Wyd. 1. M.: 1963. (ros.). Brak numerów stron w książce
- Alexander Spirkin: Dialectical Materialism. Robert Daglish (tłumacz). Londyn: Central Books Ltd, 1984. ISBN 0-7147-2010-0. [dostęp 2011-04-11]. (ang.). Brak numerów stron w książce
- Основы философии. Wyd. 1. M.: Политиздат, 1988, seria: Учеб. пособие для вузов. ISBN 5-250-00193-9. (ros.). Brak numerów stron w książce
  - Przekład na język angielski:
Alexander Spirkin: Fundamentals of Philosophy. Sergei Syrovatkin (tłum.). Moscow: Progress Publishers, 1990, seria: Guides to the Social Sciences. ISBN 5-01-002582-5. [dostęp 2011-04-11]. (ang.). Brak numerów stron w książce
- Философия. Wyd. 2. M.: Гардарика, 1998. ISBN 5-7975-0126-0. [dostęp 2011-04-11]. (ros.). Brak numerów stron w książce

### Przekłady na polski
- Alexandr Spirkin, Nikolaj Markow, Evg. Brunowt: Nauka Pawłowa o układach sygnalizacyjnych. Książka pomocnicza dla nauczyciela. tł. Jadwiga Doboszyńska. Państwowe Zakłady Wydawnictw Szkolnych, 1954. Brak numerów stron w książce
- Aleksandr Georgievič Spirkin: Zarys filozofii marksistowskiej (Tyt. oryg.: Kurs marksistskoj fiłosofii). tł. Lucyna Smolińska. Warszawa: Książka i Wiedza, 1968. (pol.). Brak numerów stron w książce